# Polska broń pancerna na froncie wschodnim

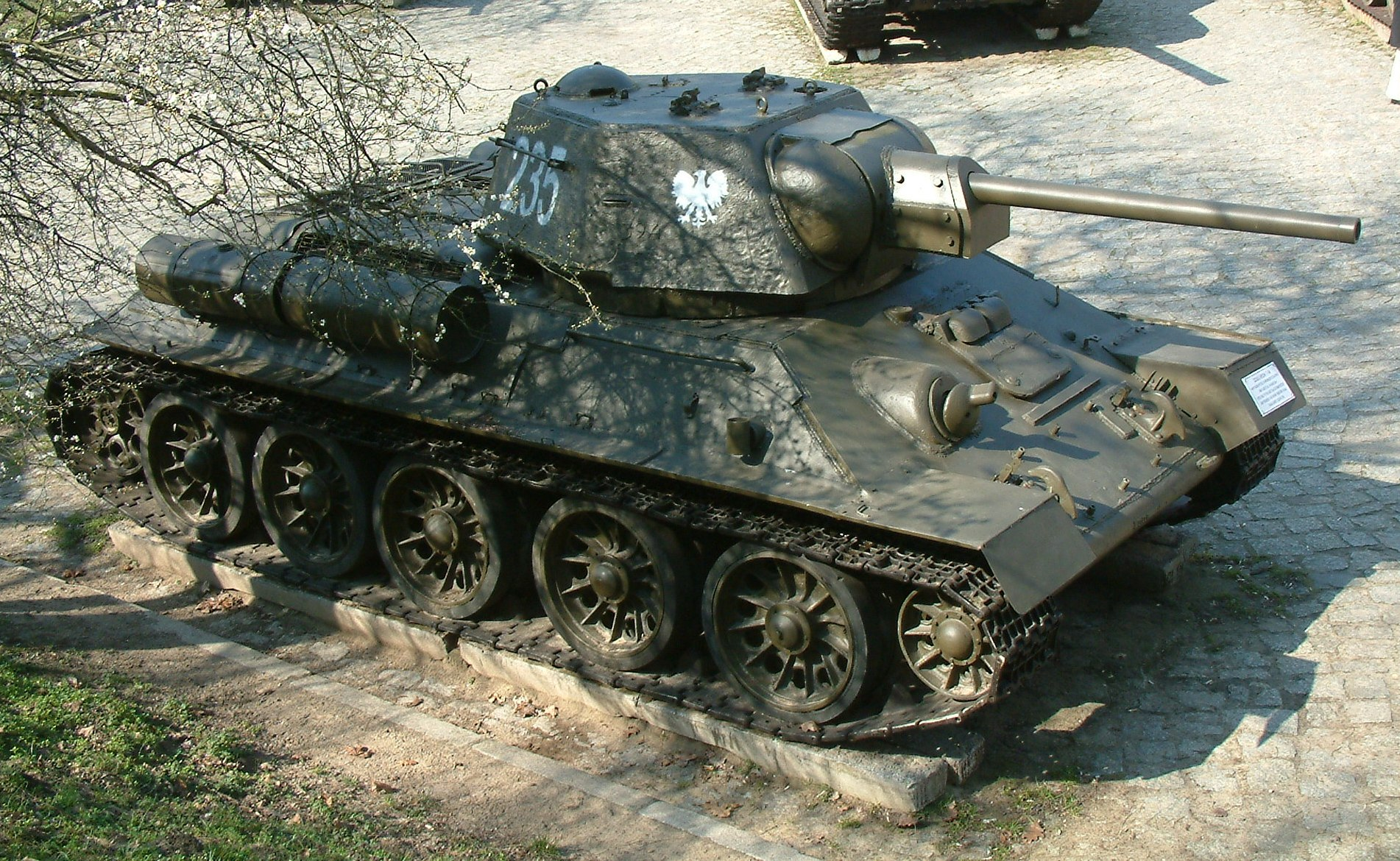
T-34/76 czołg podstawowy 2 pułku czołgów

Polska broń pancerna na froncie wschodnim – jeden z podstawowych rodzajów wojsk w ludowym Wojsku Polskim.
W dniu zakończenia wojny Wojsko Polskie na froncie wschodnim dysponowało: jednym korpusem pancernym, dwiema samodzielnymi brygadami pancernymi i dwoma pułkami czołgów ciężkich. Ponadto w skład broni pancernej wchodziły dwa samodzielne pułki artylerii pancernej i dywizjony artylerii pancernej dywizji piechoty.
W stadium formowania było też kilkanaście innych jednostek pancernych. Z uwagi na koniec wojny udziału w walkach nie wzięły.

## 1 Pułk Czołgów

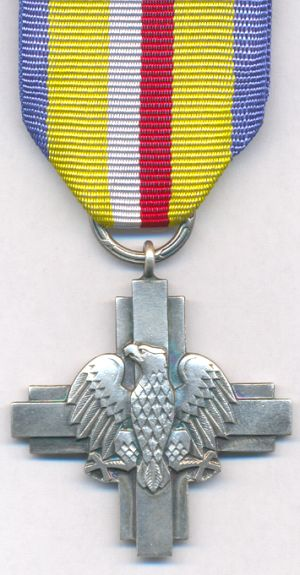
Krzyż Lenino (awers)

Początkiem polskiej broni pancernej na froncie wschodnim było sformowanie jednostki w ramach 1 DP w maju 1943 w rejonie Sielc 1 pułku czołgów średnich.
Do walki wszedł pod dowództwem ppłk. Wojnowskiego. Występował w składzie: kompania dowodzenia, trzy kompanie czołgów T-34 i jedna czołgów lekkich T-70, kompania fizylierów, kompania rusznic przeciwpancernych i kompania techniczna. Razem liczył: 32 czołgi T-34, 7 czołgów T-70, 3 samochody pancerne i ok. 600 żołnierzy.
Od 12 do 14 października 1943 pułk wspierał atak 1 DP w jej boju pod Lenino. Nie był to udany debiut, przede wszystkim ze względu na niezmiernie trudną przeprawę przez dolinę rzeki Mierei. Znaczna część czołgów utknęła w bagnach, pozostałe włączały się do walki drobnymi grupami. Na pierwszą linię dotarło jedynie 16 czołgów.
Pułk pod Lenino poniósł straty rzędu 40% swojego stanu.
Po bitwie został wycofany do rejonu formowania 1 Korpusu i wszedł ponownie w podporządkowanie 1 BPanc.

## 1 Brygada Pancerna
Już w sierpniu 1943 zapoczątkowano tworzenie brygady pancernej. Ostatecznie przyjęła ona nazwę 1 Warszawskiej Brygady Pancernej im. Bohaterów Westerplatte.
Brygada składała się z 1 i 2 pułku czołgów, 13 pułku artylerii pancernej i batalionu piechoty zmotoryzowanej. W sumie liczyła 71 czołgów T-34, 14 czołgów T-70, 21 dział SU-85, 11 samochodów pancernych.
W ciągu całej kampanii brygada wykonywała w zasadzie zadania bezpośredniego wsparcia piechoty.
9 sierpnia 1944 brygada zapoczątkowała szlak bojowy. Przeprawiła się promami przez Wisłę, na przyczółek warecko-magnuszewski i do 18 sierpnia brała udział w walkach sowieckiej 8 Armii, najpierw o utrzymanie, a później o pogłębienie przyczółka. Walkę na przyczółku zakończyła zdobyciem Studzianek.

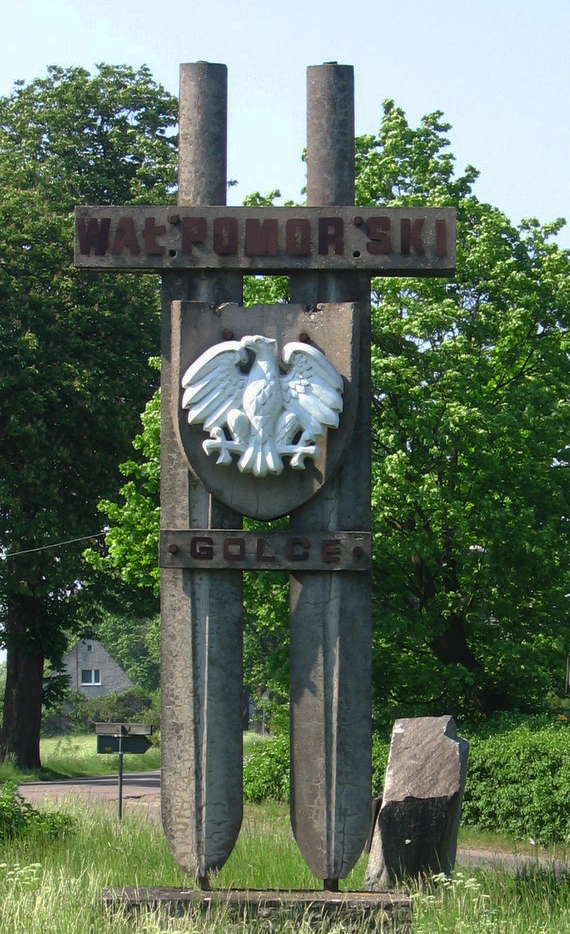
Pomnik upamiętniający walki na Wale Pomorskim

Po 18 sierpnia 1944 brygada przeszła gruntowną reorganizację. Przyjęła system batalionowy i odtąd etatowo składała się z trzech batalionów czołgów po dwie kompanie oraz batalionu piechoty zmotoryzowanej z baterią armat 45 mm. Po 12 września stan etatowy brygady wynosił 65 czołgów T-34 i 1416 żołnierzy.
5 września brygada powróciła do 1 Armii WP na prawy brzeg Wisły, a od 14 września do końca października wspierała 1 DP w walkach o wyzwolenie Pragi i w bojach pod Żeraniem i Jabłonną.
Od 15 do 18 stycznia 1945 brygada uderzyła z przyczółka magnuszewskiego i atakowała lewym brzegiem Wisły. 17 stycznia opanowała Piaseczno, a później Włochy.
19 stycznia została podporządkowana sowieckiej 47 Armii i w jej składzie uczestniczyła w bojach o wyzwolenie Bydgoszczy. 29 stycznia ponownie wróciła pod rozkazy dowódcy 1 Armii WP.
W walkach o przełamanie Wału Pomorskiego osłaniała prawe skrzydła 1 Armii. Do początku marca brygada, wzmocniona 13 papanc i wspierana przez pododdziały 4 pułku czołgów ciężkich, toczyła ciężkie boje pod Żabinem i Borujskiem oraz w pościgu na Wierzchowo.
8 marca brygada przeszła na Wybrzeże jako wzmocnienie sowieckiej 1 Armii Pancernej. W czasie przemarszu została uzupełniona o 25 czołgów i od 12 marca walczyła pod Wejherowem, Redą w Gdańsku i Gdyni.
Ten okres walk brygady trwał do 7 kwietnia 1945. w momencie zakończenia walk na Oksywiu posiadała 7 sprawnych czołgów.
Z uszkodzonych na Wale Pomorskim czołgów i wracających ze szpitali czołgistów zorganizowano jedną kompanię czołgów średnich, którą 17 kwietnia podporządkowano 4 pczc. Kompania przeszła szlak bojowy wspólnie z pułkiem i zakończyła go nad Łabą 5 maja 1945.
W czasie działań zbrojnych na froncie wschodnim brygada straciła 118 czołgów, a w poległych i rannych około tysiąca żołnierzy.

## 1 Korpus Pancerny
Korpus zorganizowano w Chełmie w końcu 1944. W skład jego weszły: 1 Brygada Piechoty Zmotoryzowanej, 2, 3 i 4 brygady pancerne, 2 pułk moździerzy, 24, 25 i 27 pułki artylerii pancernej, 26 pułk artylerii przeciwlotniczej, 1 dywizjon artylerii rakietowej, 15 batalion saperów, 2 batalion motocyklistów (rozpoznawczy) i inne pododdziały. W sumie ok. 10 tys. żołnierzy, ponad 200 czołgów, 63 działa pancerne oraz do 150 dział polowych (łącznie z moździerzami).
16 kwietnia 1945 po sforsowaniu Nysy i przełamaniu taktycznym obrony niemieckiej korpus został wprowadzony w wyłom i ruszył zagonem, z zadaniem opanowania z marszu Drezna. Został jednak po drodze zatrzymany i użyty przez dowódcę armii do udziału w odparciu skrzydłowego przeciwnatarcia pod Niska.
Po wykonaniu zadania 20 kwietnia znowu ruszył na Drezno. Dwa dni później ponownie zawrócono go spod samych wrót stolicy Saksonii. Pod Budziszynem sytuacja 2 Armii WP stawała się coraz bardziej dramatyczna.
Od 22 do 30 kwietnia korpus brał udział w operacji obronnej pod Budziszynem, w wyniku której powstrzymano i odrzucono zgrupowanie Schörnera.
W operacji praskiej 1 Korpus Pancerny 10 maja 1945 swoimi patrolami bojowymi doszedł do przedmieść stolicy Czechosłowacji -Pragi. Tam zakończył swój szlak bojowy.

## 16 Brygada Pancerna

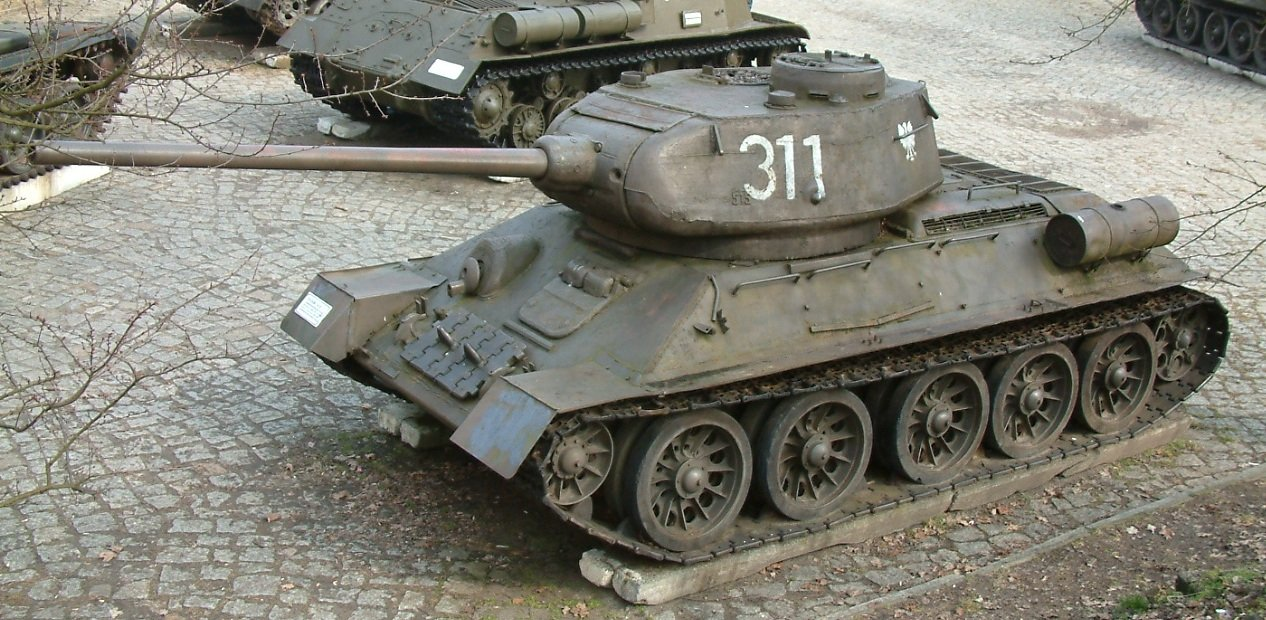
Czołg podstawowy brygady pancernej – T-34/85

16 Brygada Pancerna, złożona z trzech batalionów czołgów T-34 i batalionu piechoty zmotoryzowanej w pierwszej fazie operacji łużyckiej działała w sposób zdecentralizowany. Jej poszczególne bataliony rozdzielono pomiędzy dywizje piechoty.
Od 17 kwietnia już cała brygada w składzie 5 DP wspierała piechotę w boju pod Rietschen
21 kwietnia brygada (bez 2 bcz) wycofana została do odwodu armii. Tu została jednak okrążona i rozbita. Poległ dowódca brygady, a pozostali przy życiu żołnierze pieszo, przez lasy, przenikali w kierunku własnych wojsk. Brygada nie przestała jednak istnieć: jej 2 batalion 23 kwietnia wspierał 7 DP.
Pozostałości brygady ześrodkowały się w rejonie Klitten, gdzie odtworzono jednostkę w składzie dwóch batalionów czołgów i batalionu piechoty zmotoryzowanej.

## Pułki artylerii pancernej
Były zasadniczym ogniwem organizacyjnym artylerii, na którym spoczywał główny ciężar ogniowego wsparcia i osłony działań oddziałów pancernych.
Formowano je według sowieckich etatów, do których wprowadzano nieznaczne zmiany.
1 i 2 Armia WP dysponowały po jednym samodzielnym pułku artylerii pancernej SU-85; w 1 Armii – 13 spapanc, w 2 Armii – 28 spapanc. Oba sformowane były według etatu 010/462.
W 1 KPanc istniały trzy pułki: 24 papanc SU-85 sformowany według etatu 010/462, 25 papanc ISU-122 utworzony według etatu 010/461 oraz 27 papanc SU-76 zorganizowany według etatu 010/484.
Etat pułków obejmował: dowództwo, cztery baterie po pięć dział pancernych, kompanię fizylierów w składzie dwóch plutonów i inne pododdziały pułkowe. Poszczególne pułki różniły się nieco ilością posiadanego sprzętu i składem osobowym.

## Pułki czołgów ciężkich

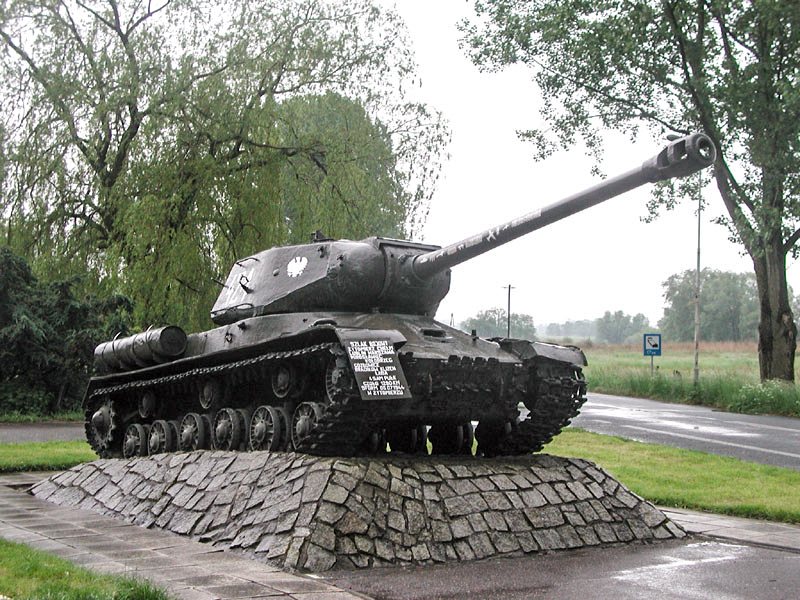
IS-2 – czołg podstawowy 4 i 5 pczc

Dla potrzeb 1 i 2 Armii WP sformowano dwa pułki czołgów ciężkich (4 i 5 pczc).
Tworzono je według etatu 010/460. Przewidywał on: dowództwo, sztab,kwatermistrzostwo; sekcje: polityczno-wychowawczą, techniczną, uzbrojenia i zaopatrzenia; kompanie: cztery czołgów, fizylierów, zaopatrzenia technicznego, plutony: saperów, gospodarczy, sanitarny.
Stan 374 ludzi (90 oficerów, 121 podoficerów, 163 szeregowych).
Uzbrojenie i wyposażenie; 110 kb, 161 pm, 21 czołgów IS-2, 2 ciągniki gąsienicowe, samochód pancerny BA-64, 3 transportery opancerzone Mk-1 Universal, 3 motocykle, 48 samochodów, 2 radiostacje.

## Kamuflaż i oznakowanie wozów
Wozy bojowe malowano farbą olejną koloru ciemnozielonego. Poszczególne pojazdy mogły różnić się odcieniem, a nawet i kolorem.
Jeśli okoliczności tego wymagały, malowano pojazdy w nieregularne plamy różnej wielkości i kształtu. Obok podstawowego koloru wykorzystywano brąz, czerń lub piaskowy. Taki sposób malowania stosowano jednak sporadycznie.
Zimą wozy bojowe malowano na biało, tzw. bielidłem. Biel nakładano bezpośrednio na ochronną farbę zieloną, przy czym pokrywano nią albo cały pojazd, albo też tylko część jego powierzchni, tworząc nieregularne plamy deformujące kształt. Zamiast farby mogło być używane wapno.

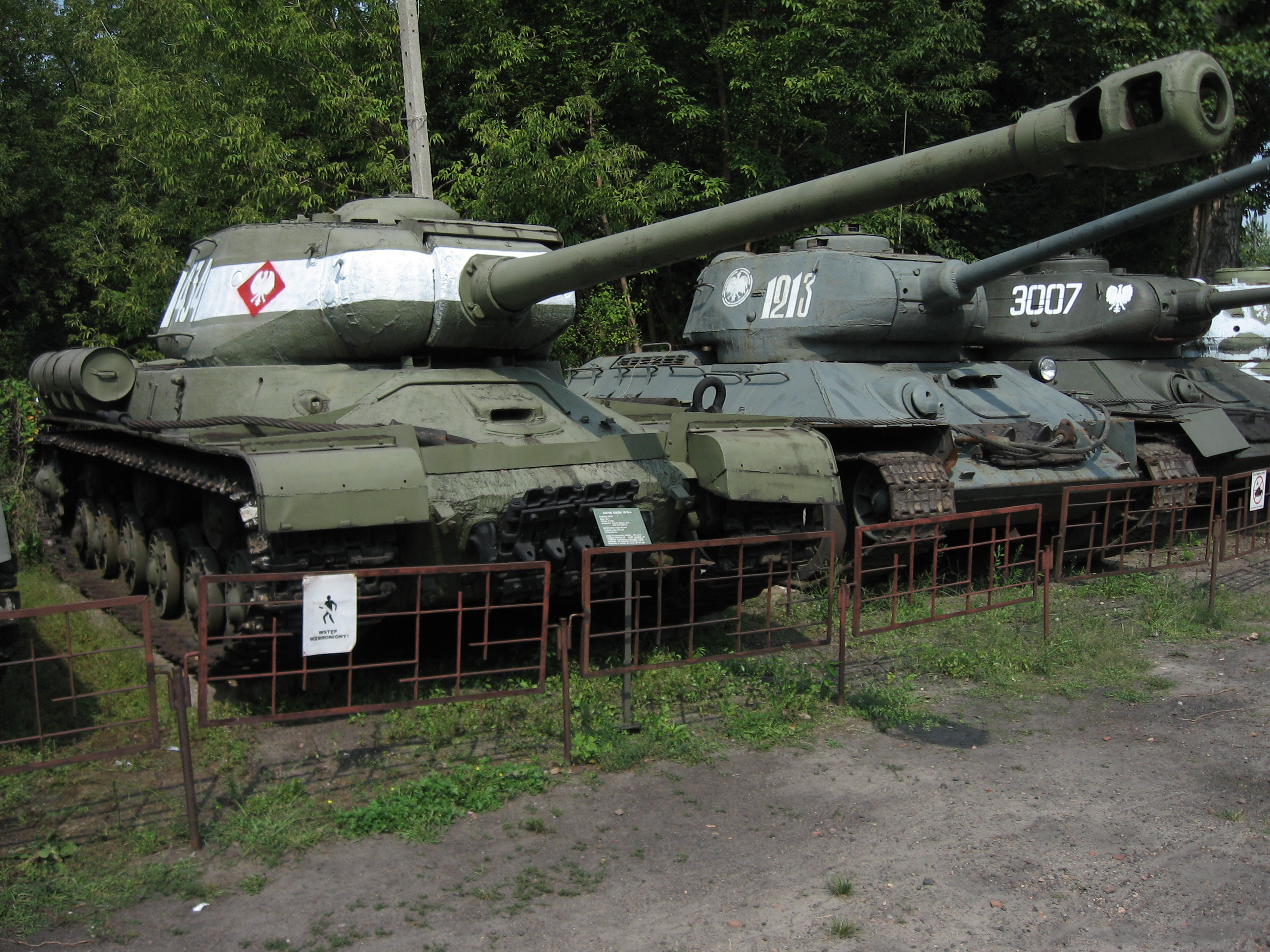
Sposoby malowania godła na czołgach

Przynależność wozu bojowego do Wojska Polskiego był biały orzeł. Stylizowany, aczkolwiek znacznie uproszczony kształt orła wzorowany był na orle piastowskim. Rysunek orła na wozach bojowych oraz dokładność odwzorowania zależały zazwyczaj od umiejętności malującego godło. Malowano go zwykle ręcznie, choć czasem stosowano szablony. Wysokość orła wahała się od 20 do 40 cm. Znak malowano najczęściej bezpośrednio na tle zielonej farby pokrywającej pojazd jako jednolitą pełną sylwetkę. Zdarzały się przypadki, że na pojazdach niektórych jednostek zarys sylwetki wykonany był pojedynczą lub podwójną linią. W 4 pczc, znak orła malowano na tle czerwonego rombu obwiedzionego białymi liniami. W 2, 3, 4 i 16 BPanc znak orła był umieszczony w kole zakreślonym jedną linią białą, dwoma liniami lub też grubą, białą linią przerywaną.
Znak orła był malowany najczęściej na bocznych ścianach wież czołgów, czasem dodatkowo na tylnej ścianie wieży, a na czołgach lekkich T-70 w 1 BPanc na przedniej osłonie pancernej armaty. Na działach samobieżnych SU-57, SU-76, SU-85, ISU-122 i ISU-152 znak orła był umieszczony zazwyczaj na bocznych ścianach przedziału bojowego, rzadziej na przedniej płycie pancerza. W 4 sdasa malowano go na przednim błotniku. Kolejność i miejsce malowania znaku orła oraz numerów taktycznych były podawane w rozkazie dowódcy danej jednostki.
Oznakowanie taktyczne
Numery taktyczne ustalały dowództwa wojsk pancernych i zmotoryzowanych 1 i 2 Armii WP. Numery mogły być przydzielone tylko na czas określonej operacji, mogły też być używane przez dłuższy czas. W drugim przypadku podczas przemarszów, w przerwach między działaniami, numery te były zazwyczaj zamalowywane lub też zamaskowywane. Numer taktyczny składał się z kombinacji dwóch, trzech lub czterech cyfr, malowanych białą farbą na bokach wież czołgów oraz na bocznych płytach kadłubów dział samobieżnych, transporterów opancerzonych oraz samochodów pancernych. Cyfry miały wysokość 30–40 cm, grubość 5–8 cm.
Kolejność umieszczenia godła państwowego i numeru taktycznego była zazwyczaj dowolna.
W 1 Armii WP trzy lub czterocyfrowy numer taktyczny wskazywał na jednostkę (pierwsza lub dwie pierwsze cyfry), pododdział (druga lub trzecia cyfra) oraz numer kolejny pojazdu (trzecia lub czwarta cyfra). Od tej reguły zdarzały się jednak często odstępstwa.
W 1 KPanc do systemu oznakowania taktycznego włączono również znak godła państwowego. Ponieważ w trzech brygadach pancernych w przyjętym systemie, mimo zastosowania pewnych zróżnicowań, zdarzały się te same numery, o przynależności pojazdu do określonej brygady mówił nie tylko numer, ale także i rodzaj godła oraz miejsce, w którym je namalowano.
Inne znaki rozpoznawcze
W celu lepszego rozpoznawania własnych wozów bojowych na wozach bojowych jednostek pancernych 1 armii WP biorących udział w operacji berlińskiej od 24 kwietnia nanoszono na bokach oraz na wierzchu wież białe pasy jako znaki rozpoznawcze dla lotnictwa alianckiego i własnego. Od 1 V wprowadzono natomiast zmiany w postaci białych trójkątów, malowanych z obu boków kadłuba i na wierzchu wieży.
Numery fabryczne i inne
Wozy bojowe miały dość skomplikowany i niejednorodny sposób fabrycznego oznaczania pojazdu. W dokumentacji technicznej prowadzonej w jednostkach często podawano podwójną lub potrójną, a nawet poczwórną numerację: numer ogólny pojazdu, numer kadłuba lub podwozia, numer wieży i numer silnika. Numer ogólny pojazdu był wybijany zazwyczaj w metalowej listwie przyspawanej do przedniej płyty kadłuba, na której mógł się znajdować także i numer kadłuba. Numer wieży odlewano najczęściej razem z wieżą. Numer silnika był wybijany w metalu na silniku. W samochodach pancernych wyróżniano numer kadłuba, na ramie numer podwozia i numer silnika. W działach samobieżnych SU-76 numer fabryczny był malowany białymi cyframi na przedniej, lewej płycie przedziału bojowego i powtarzany z tyłu kadłuba z lewej jego strony, albo też na drzwiach do przedziału bojowego. W pojazdach angielskich i amerykańskich zachowano numery fabryczne. Sprzęt zdobyczny w ewidencji ludowego WP nosił oryginalne numery podwozi wybite na tabliczkach fabrycznych.